# 西園寺公高
西園寺 公高（さいおんじ きんたか、天文7年（1538年） - 弘治2年（1556年））は、戦国時代の武将。伊予国の戦国大名、西園寺実充の嗣子。
伊予西園寺氏は、宇都宮豊綱と領土をめぐって争っていた。弘治2年（1556年）9月、城代上甲光康より報を受けた公高は、急遽狩猟の場から駆けつけ、飛鳥城に来襲した豊綱の軍と得意の槍を持って奮戦するも、敵の矢を受け19歳で討死した。このため、伊予西園寺家の家督は実充の甥、すなわち公高の従兄弟にあたる公広が還俗して継ぐことになった。